# Christian Whitehead
Christian Whitehead, también conocido por su alias The Taxman', es un programador de videojuegos y diseñador australiano. Es más reconocido por su trabajo en la creación de ports actualizados de los primeros juegos de la serie Sonic the Hedgehog de Sega, así como por ser el desarrollador principal de un juego original de la serie, Sonic Mania.También ha desarrollado múltiples remakes de juegos clásicos de Sonic y, más recientemente, los remasters de Sonic Origins.

## Carrera
En 2006, Whitehead trabajó como animador 3D independiente con la empresa Kine Graffiti. Desde 2009, se ha centrado en el desarrollo de juegos, desarrollando varios fangames basados en la serie Sonic the Hedgehog. En 2009, Whitehead produjo un vídeo de "prueba de concepto" de Sonic CD ejecutado en un iPhone utilizando su propio motor personalizado, el "Retro Engine". En una entrevista con Steven O'Donnell de Good Game: Spawn Point, Whitehead proclama que se pasó "más o menos un año" convenciendo a Sega para que le dejara trabajar en el port de Sonic CD. En 2009, un vídeo relativo a Sonic CD de Whitehead fue retirado, lo que llevó a Eurogamer a informar de que Whitehead posiblemente se enfrentaba a una carta de cese y desistimiento de Sega, que Whitehead afirmó que era falsa. El port fue lanzado para Xbox 360, PlayStation 3, iPhone y Android en 2011. Su remake tuvo tanto éxito que él, junto con el desarrollador Simon "Stealth" Thomley del estudio Headcannon, recibirían más tarde el encargo de remasterizar Sonic the Hedgehog y Sonic the Hedgehog 2' para dispositivos móviles.
Aunque, junto con Headcannon, publicó un vídeo de prueba de concepto para un remaster de Sonic the Hedgehog 3 en 2014, Sega no dio luz verde al port. En 2015, se anunció que Whitehead participaría en su primer juego no Sonic, Freedom Planet 2. En 2017, Whitehead, en colaboración con Headcannon y PagodaWest Games, desarrolló y lanzó su propio título original de la serie Sonic, titulado Sonic Mania. En 2018, Sonic Mania se convirtió en Sonic Mania Plus, con el lanzamiento del DLC Encore. Sonic Mania Plus fue desarrollado por Whitehead, Headcannon, PagodaWest Games y la ahora incluida HyperKinetic. Whitehead también contribuyó al desarrollo de Sonic Origins, aportando una nueva versión del motor utilizado en los remasters. Whitehead está trabajando actualmente en Freedom Planet 2, construido con el motor Unity, para PC, Mac y Linux.
A finales de 2018, Whitehead y otros miembros del desarrollo detrás de Sonic Mania fundaron su propio estudio Evening Star Studio, donde ejerce de director creativo y arquitecto principal del motor.

## Trabajos
| Año  | Título                | Desarrollador(es)                                                                                           | Publicador       | Plataforma                                                                               |
| ---- | --------------------- | --- | ---------------- | ---------------------------------------------------------------------------------------- |
| 2007 | Retro Sonic           | | autopublicado    | Microsoft Windows, Dreamcast                                                             |
| 2008 | Sonic Nexus           | Brad Flick y Hunter Bridges                                                                                 | autopublicado    | Microsoft Windows, Mac OS X                                                              |
| 2011 | Sonic CD              | BlitWorks (PC/Port de consola)                                                                              | Sega             | Xbox 360, PlayStation 3, iOS, Android, Ouya, Microsoft Windows, Apple TV, Amazon Fire TV |
| 2013 | Sonic the Hedgehog    | Headcannon                                                                                                  | Sega             | iOS, Android, Apple TV, Amazon Fire TV                                                   |
| 2013 | Sonic the Hedgehog 2  | Headcannon                                                                                                  | Sega             | iOS, Android, Apple TV, Amazon Fire TV                                                   |
| 2017 | Sonic Mania           | Headcannon, PagodaWest Games, Hyperkinetic Studios (Actualización Plus) y Tantalus Media (Port para Switch) | Sega             | Nintendo Switch, Xbox One, PlayStation 4, Microsoft Windows                              |
| 2022 | Sonic Origins         | Headcannon y Sonic Team                                                                                     | Sega             | Nintendo Switch, Xbox One, PlayStation 4, Microsoft Windows                              |
| 2022 | Freedom Planet 2      | GalaxyTrail                                                                                                 | GalaxyTrail      | Microsoft Windows, macOS, Linux                                                          |
| 2023 | Sonic Origins Plus    | Headcannon y Sonic Team                                                                                     | Sega             | Nintendo Switch, Xbox One, Xbox Series X/S, PlayStation 5, PlayStation 4, Windows        |
| 2024 | Penny's Big Breakaway | Evening Star                                                                                                | Private Division | Nintendo Switch, PlayStation 5, Xbox Series X/S, Windows                                 |